# الحظر الأمريكي على كوبا
يمنع الحظر الأمريكي على كوبا الشركات الأمريكية والشركات ذات الأنشطة التجارية في الولايات المتحدة من ممارسة التجارة مع المصالح الكوبية، وهو الحصار التجاري الأطول في التاريخ الحديث. في المرة الأولى فرضت الولايات المتحدة حظرًا على بيع الأسلحة لكوبا في 14 مارس 1958 في ظل نظام فولغينسيو باتيستا، ثم في 19 أكتوبر 1960 (بعد عامين تقريبًا من إطاحة الثورة الكوبية بنظام باتيستا)، فرضت الولايات المتحدة حظرًا على الصادرات إلى كوبا باستثناء الغذاء والدواء بعد أن أمّمت كوبا مصافي النفط الكوبية المملوكة لأمريكا دون تعويض. في 7 فبراير 1962، امتدّ الحظر ليشمل جميع الصادرات تقريبًا. لا يمنع الحصار تجارة المواد الغذائية والإمدادات الإنسانية.
اعتبارًا من عام 2018، يُفرض الحصار بشكل أساسي من خلال ستة قوانين: قانون التجارة مع العدو لعام 1917، وقانون المساعدة الخارجية لعام 1961، ولوائح مراقبة الأصول الكوبية لعام 1963، وقانون الديمقراطية الكوبية لعام 1992، وقانون هيلمز-بيرتون لعام 1996، وقانون إصلاح العقوبات التجارية وتعزيز الصادرات لعام 2000. كان الهدف المصرّح به من قانون الديمقراطية الكوبية لعام 1992 الإبقاء على العقوبات المفروضة على كوبا ما دامت الحكومة الكوبية ترفض التحرك نحو «إرساء الديمقراطية واحترام حقوق الإنسان». فرض قانون هيلمز-بيرتون قيودًا على مواطني الولايات المتحدة تمنعهم من ممارسة الأعمال التجارية في كوبا أو معها، ووضع قيودًا على تقديم المساعدة العامة أو الخاصة للحكومة المقبلة في هافانا حتى يتم تلبية مطالب معينة ضد الحكومة الكوبية. في عام 1999 وسّع الرئيس بيل كلينتون الحصار التجاري من خلال عدم السماح للشركات الأجنبية التابعة للشركات الأمريكية بالتجارة مع كوبا. في عام 2000، سمح كلينتون ببيع المواد الغذائية والمنتجات «الإنسانية» لكوبا.
يُسمى الحصار في كوبا إل بلوكيو (الحصار البحري)، مع أن الولايات المتحدة لم تفرض حصارًا بحريًا على البلاد منذ أزمة صواريخ كوبا في عام 1962. لطالما عزت الحكومة الكوبية مشاكل كوبا الاقتصادية إلى «الحصار» الأمريكي. هدّدت الولايات المتحدة بوقف المساعدات المالية على الدول الأخرى إذا تبادلت المواد غير الغذائية مع كوبا. ومع ذلك، لأن الحصار لم يحظ بدعم دولي ولا تخضع الدول الأخرى للقانون الأمريكي، لم تنجح محاولات الولايات المتحدة في ثني حلفائها عن التجارة مع كوبا. أدانت الجمعية العامة للأمم المتحدة علنًا محاولات الولايات المتحدة باعتبارها تدبيرًا يتجاوز الحدود الإقليمية وينتهك «المساواة بين الدول في السيادة، وعدم التدخل في شؤونها الداخلية، وحرية التجارة والملاحة باعتبارها أمورًا أساسية لإدارة الشؤون الدولية».
على الرغم من الحصار المفروض، بإمكان كوبا ممارسة التجارة الدولية -وهي تمارسها بالفعل- مع العديد من الدول ومن ضمنها عدد من حلفاء الولايات المتحدة؛ ومع ذلك، فإن الشركات التي تتخذ من الولايات المتحدة مقرًا لها والتي تتاجر في كوبا تفعل ذلك تحت خطر العقوبات الأمريكية. أصبحت كوبا عضوًا في منظمة التجارة العالمية منذ عام 1995. ويُعدّ الاتحاد الأوروبي أكبر شريك تجاري لكوبا، والولايات المتحدة هي خامس أكبر مصدِّر لكوبا (6.6% من واردات كوبا تأتي من الولايات المتحدة). ومع ذلك، يجب على كوبا أن تسدّد قيمة جميع وارداتها نقدًا، إذ لا يُسمح لها بالائتمان.
بالإضافة إلى الانتقادات بشأن حقوق الإنسان في كوبا، فإن الولايات المتحدة لديها مطالبات مالية بقيمة 6 مليارات دولار ضد الحكومة الكوبية. يرى الموقف المؤيد للحصار أن الحصار الأمريكي يُعدّ جزئيًا ردًا مناسبًا على هذه المطالبات غير المنظور فيها. يجادل فريق عمل أمريكا اللاتينية بأن المنفيين الكوبيين في أمريكا المؤيدين للحصار والذين تعدّ أصواتهم حاسمة في ولاية فلوريدا الأمريكية أثّروا في كثير من السياسيين لتبني وجهات نظر مماثلة لآرائهم. عارض بعض كبار رجال الأعمال، من ضمنهم جيمس بيريلا ودوين أندرياس وبيتر بليث، الآراء الكوبية الأمريكية بحجة أن التجارة الحرة ستكون مفيدة لكوبا والولايات المتحدة.
منذ عام 1992، تصدر الجمعية العامة للأمم المتحدة كل عام قرارًا يدين التأثير المستمر للحظر ويعلن أنه ينتهك ميثاق الأمم المتحدة والقانون الدولي. في عام 2014، من بين 193 دولة عضو في الجمعية، صوتت 188 دولة لصالح القرار غير الملزم، وصوتت الولايات المتحدة وإسرائيل ضده، وامتنعت دول جزر المحيط الهادئ بالاو وجزر مارشال وميكرونيسيا عن التصويت. انتقدت أيضًا جماعات حقوق الإنسان الحصار، من ضمنها منظمة العفو الدولية وهيومن رايتس ووتش ولجنة الدول الأمريكية لحقوق الإنسان. غالبًا ما يشير منتقدو الحصار إلى الحصار على أنه «حصار بحري» ويقولون إن القوانين المعنية شديدة الصرامة، مشيرين إلى أن انتهاكها يمكن أن ينتج عنه عقوبة تصل إلى 10 سنوات في السجن.

## لمحة تاريخية

### عهد أيزنهاور
فرضت الولايات المتحدة حظرًا على توريد الأسلحة إلى كوبا في 14 مارس 1958 في أثناء الصراع المسلح في الفترة 1953-1958 بين الثوار بقيادة فيدل كاسترو ونظام فولغينسيو باتيستا. انتهك بيع الأسلحة السياسة الأمريكية التي سمحت ببيع الأسلحة إلى دول أمريكا اللاتينية التي وقّعت على معاهدة الدول الأمريكية للمساعدة المتبادلة لعام 1947 (معاهدة ريو) ما دامت الأسلحة لا تُستخدَم لأغراض عدائية. كان لحظر الأسلحة انعكاس أكبر على باتيستا من انعكاسه على الثوار. بعد وصول حكومة كاسترو الاشتراكية إلى السلطة في 1 يناير 1959، قدّم كاسترو عروضًا على الولايات المتحدة ولكنها رُفضت من قبل إدارة دوايت أيزنهاور التي بدأت بوضع الخطط للمساعدة في الإطاحة به بحلول مارس. ولم يرغب الكونغرس في رفع الحصار.
في مايو 1960، بدأت الحكومة الكوبية بشراء الأسلحة علانية وبانتظام من الاتحاد السوفيتي احتجاجًا على حظر الأسلحة الأمريكي. في يوليو 1960، خفّضت الولايات المتحدة حصة واردات السكر البني من كوبا إلى 700,000 طن بموجب قانون السكر لعام 1948؛ وردّ الاتحاد السوفيتي بالموافقة على شراء السكر بدلًا منها.
في أكتوبر 1960، وقع حدث مفصليّ، إذ رفضت حكومة أيزنهاور تصدير النفط إلى الجزيرة، ما دفع كوبا إلى الاعتماد على النفط الخام السوفيتي الذي رفضت الشركات الأمريكية في كوبا تكريره. ردًا على ذلك، أمّمت الحكومة الكوبية جميع مصافي النفط الثلاث المملوكة لأمريكا في كوبا، ولم يُعوَّض أصحاب المصافي عن تأميم ممتلكاتهم. وأصبحت المصافي جزءًا من الشركة المملوكة للدولة، اتحاد نفط كوبا. دفع هذا إدارة أيزنهاور إلى فرض أول حصار تجاري -حظر بيع جميع المنتجات لكوبا باستثناء الغذاء والدواء. ردّ النظام الكوبي بتأميم جميع الشركات الأمريكية ومعظم العقارات الأمريكية المملوكة ملكية خاصة في الجزيرة. ولم يدفع أي تعويض على ما صادره، وطرد عددًا من الدبلوماسيين من كوبا.
دفعت الموجة الثانية من التأميمات إدارة أيزنهاور إلى قطع جميع العلاقات الدبلوماسية مع كوبا في يناير 1961. واستمر الحصار التجاري الجزئي الذي تفرضه الولايات المتحدة على كوبا بموجب قانون التجارة مع العدو لعام 1917.

### عهد كينيدي

#### غزو خليج الخنازير وإعلان كوبا الماركسية
جرى التخطيط لغزو خليج الخنازير في ظل إدارة أيزنهاور، ولكن كينيدي أُبلغ به ووافق عليه خلال الأشهر التي سبقت تولّيه الرئاسة وفي الأشهر القليلة الأولى له رئيسًا. بعد غزو خليج الخنازير في أبريل 1961، أعلنت الحكومة الكوبية أنها تعدّ نفسها الآن ماركسية واشتراكية، وحليفة للاتحاد السوفيتي. ردًا على ذلك جزئيًا، أصدر الكونغرس في 4 سبتمبر 1961 قانون المساعدة الخارجية وهو قانون أُصدر في الحرب الباردة (من ضمن عدد من الإجراءات الأخرى) يحظر تقديم المساعدة لكوبا ويخوّل الرئيس بفرض حصار تجاري كامل على كوبا.
في 21 يناير 1962، علّقت منظمة الدول الأمريكية عضوية كوبا، بتصويت 14 عضوًا لصالح التعليق، وعضو واحد (كوبا) ضده، مع امتناع ستة أعضاء عن التصويت. جادلت المكسيك والإكوادور -عضوان ممتنعان عن التصويت- بأن الطرد غير مصرَّح به في ميثاق منظمة الدول الأمريكية. فرضت منظمة الدول الأمريكية عقوبات متعددة الأطراف في 26 يوليو 1964، ثم أُلغيت لاحقًا في 29 يوليو 1975. تحسّنت العلاقات الكوبية مع منظمة الدول الأمريكية منذ ذلك الحين، ورُفع تعليق العضوية في 3 يونيو 2009.
مدّد الرئيس جون كينيدي التدابير بموجب أمر تنفيذي وسّع أولًا نطاق القيود التجارية في 8 فبراير 1962 (أُعلن عنه في 3 فبراير ومرة أخرى في 23 مارس 1962). زادت هذه التدابير نطاق الحصار ليشمل جميع واردات المنتجات التي تحتوي على سلع كوبية، حتى لو كانت المنتجات النهائية تُصنَّع أو تُجمَّع خارج كوبا.
في 3 أغسطس 1962، عُدِّل قانون المساعدة الخارجية ليمنع مساعدة أي دولة تقدم المساعدة لكوبا.
في 7 سبتمبر 1962، وسّع كينيدي رسميًا الحصار المفروض على كوبا ليشمل التجارة الكوبية أكملها، باستثناء البيع غير المدعوم للمواد الغذائية والأدوية.